# Manuel José Barrenechea
Manuel José Barrenechea Naranjo (Santiago de Chile, Chile, 23 de septiembre de 1857-ibid., 19 de noviembre de 1929) fue un médico y diputado chileno.
Hijo de Francisco de Paula Barrenechea Carrillo y Carmen Naranjo Hermosilla. Por el lado paterno descendía del Coronel Pedro Barrenechea, prócer penquista de la Independencia y posterior diputado liberal por Laja. Casó con Virginia Robinson, con quien tuvo descendencia.
Manuel José Barrenechea realizó sus estudios en el Colegio de los Padres Franceses de Santiago y en el Instituto Nacional, luego cursó Medicina en la Universidad de Chile, donde se tituló de Médico-cirujano, especializándose en oftalmología en Europa y en los Estados Unidos, en esta disciplina Barrenechea alcanzó un altísimo nivel que le permitió destacarse rápidamente.
Ejerció su profesión en diferentes centros hospitalarios de Santiago, en los que se caracterizó siempre por atender con el mismo esmero a ricos y a pobres, como lo señaló uno de sus más conspicuos pacientes don Miguel Luis Amunátegui. Además ejercía la docencia en la Universidad de Chile, formando a muchas generaciones de oftalmólogos.
Muy cercano al Presidente José Manuel Balmaceda. Cuando Balmaceda clausuró la Universidad de Chile al producirse la sublevación de la Armada procedió a despedir a todo el cuerpo académico por haberse manifestado abiertamente contra su gobierno designando un nuevo cuerpo académico, entre los cuales estaba el joven doctor Barrenechea, quién fue designado como profesor titular, sin embargo al producirse la derrota y caída definitiva del régimen balmacedista el doctor Barrenechea fue expulsado de la universidad, salvándose de la persecución solo por haberse mantenido neutral en la Guerra Civil de 1891. Varios años después fue restituido en su cargo. Barrenechea militó en el Partido Radical, por el cual fue elegido diputado por el distrito Tocopilla-Taltal por el período 1915-1918, siendo reelegido para el siguiente (1918-1921). Durante su gestión, Barrenechea presentó varios proyectos de ley que se caracterizaban por su fuerte contenido social. Entre los proyectos de este médico que se convirtieron en ley y que perduran hasta hoy se encuentran la ley que obligó a cualquier centro asistencial chileno a tener un responsable médico, y la que creó el Ministerio de Salud de Chile (aprobada, sin embargo, después de terminado su periodo).